# Eupithecia cretaceata
Eupithecia cretaceata är en fjärilsart som beskrevs av Alpheus Spring Packard 1874. Eupithecia cretaceata ingår i släktet Eupithecia och familjen mätare. Inga underarter finns listade i Catalogue of Life.